# Geologie van de Himalaya

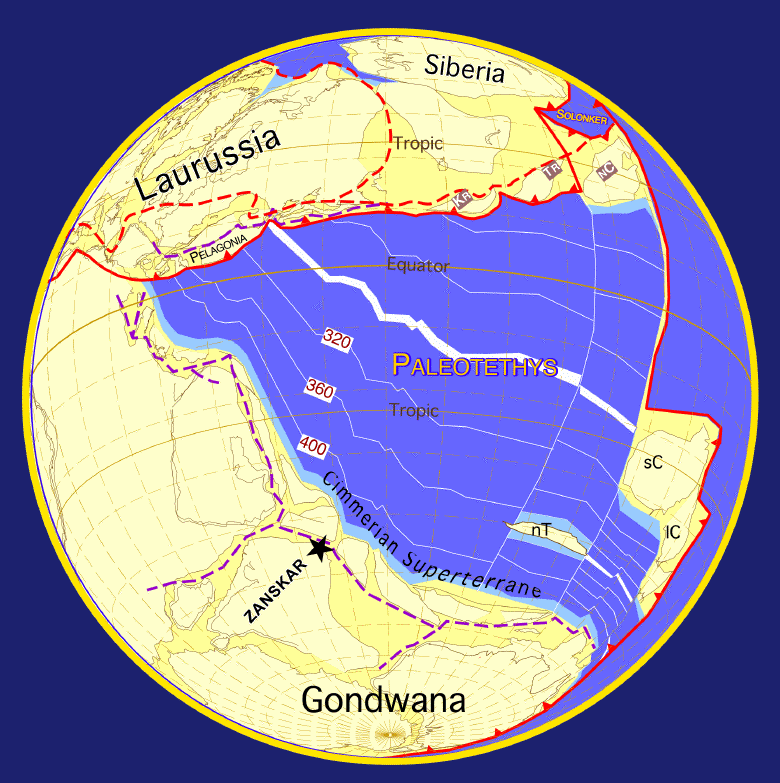
Fig 1: De Aarde in het Vroege Perm. In die tijd is India deel van Gondwana en in het noorden begrensd door het Cimmerian Superterrane. Paleogeografische reconstructies door Dèzes (1999), gebaseerd op Stampfli en Borel (2002) en Patriat en Achache (1984).

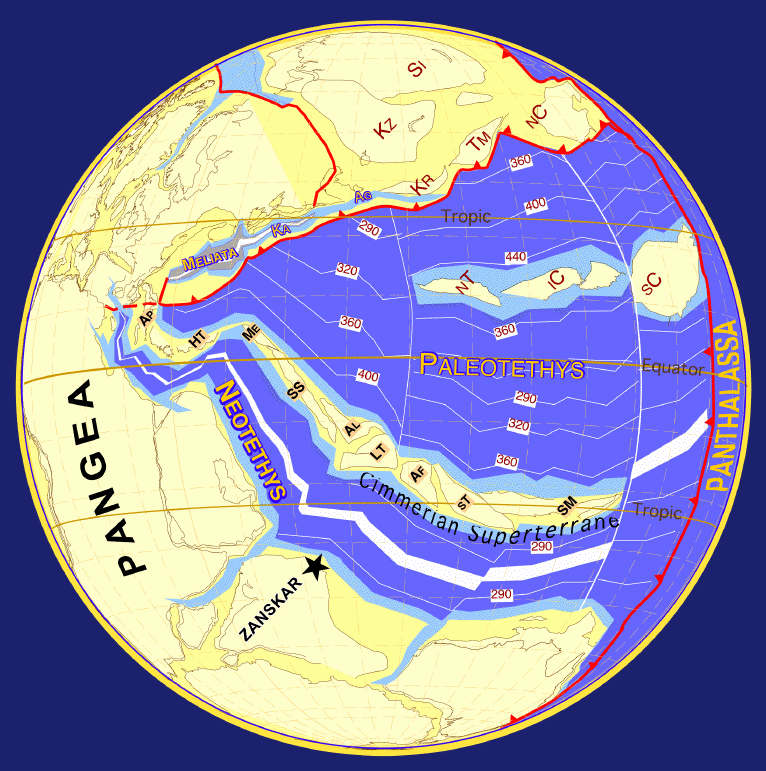
Fig 2: De Aarde op de grens van het Perm en het Trias. De opening van de Neotethys scheidt het Cimmeridian Superterrane van Gondwana. HT, Helenides-SW Taurides; ME, Menderes and Taurides; SS, Sanandaj and Sirjan; AL, Albroz; LT, Lut-Central Iran; AF, Afghanistan; ST, South Tibet; SM, Sibu Masu; NT, North Tibet; IC, Indochina; SC, South China; SI, Siberia; KZ, Kazakhstan; KR, Karakorum; Tm, Tarim; NC, North China. Paleogeografische reconstructies door Dèzes (1999), gebaseerd op Stampfli en Borel (2002) en Patriat en Achache (1984).

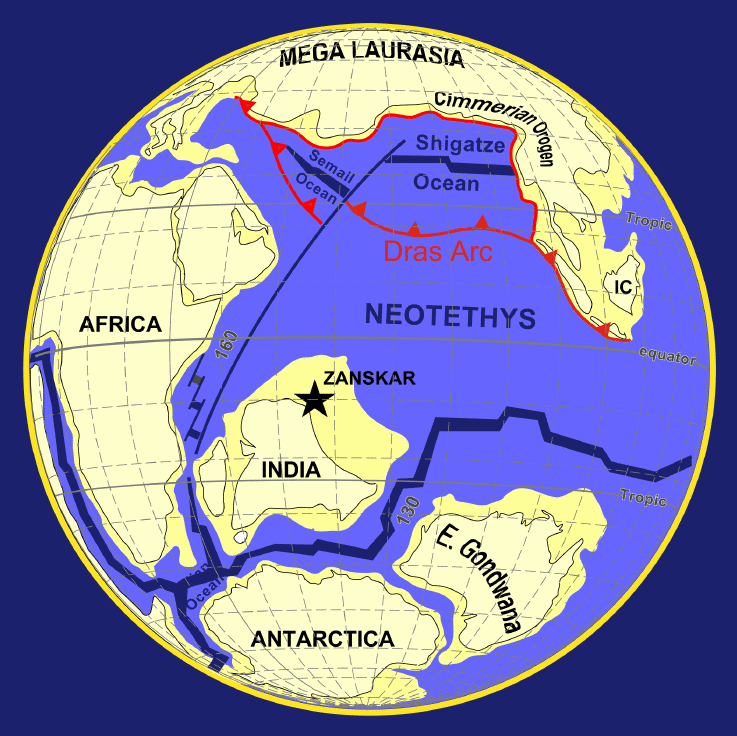
Fig 3: De aarde in het Krijt. Het Cimmeridian Superterrane is aan Laurazië geplakt, de oceaankorst van het Neotethys wordt naar het noorden naar beneden gedrukt langs de Dras vulkanische boog, de Shigatze Oceaan opent als een resultaat van 'back-arc spreading', India wordt gescheiden van Afrika en Oost Gondwana en de Indiase Oceaan opent. Paleogeografische reconstructies gebaseerd op Dèzes (1999), op Stampfli en Borel (2002) en Patriat en Achache (1984).

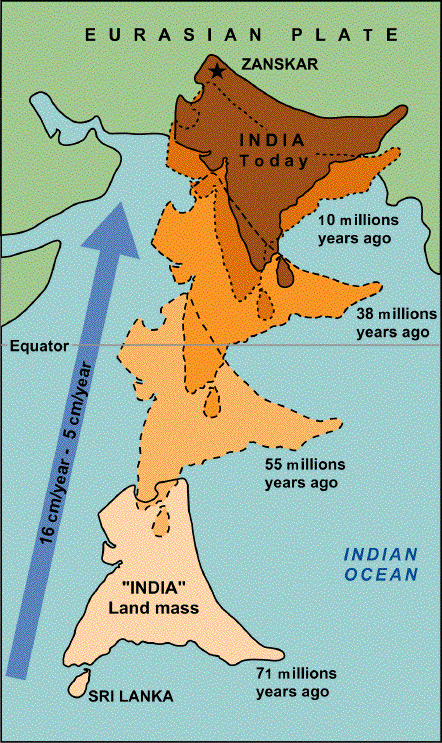
Fig 4: De noordelijke drift van India van 71 Ma geleden tot heden. Zie de gelijktijdige rotatie tegen de klok in. De botsing van het Indiase continent met Eurasia gebeurde ongeveer 55 Ma. Bron: www.usgs.org (gemodificeerd)

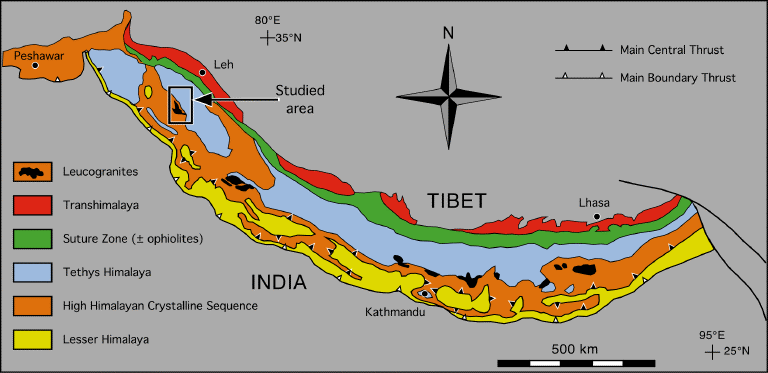
Fig 5: Geologisch - Tektonische kaart van de Himalaya, gemodificeerd naar Le Fort (1988).

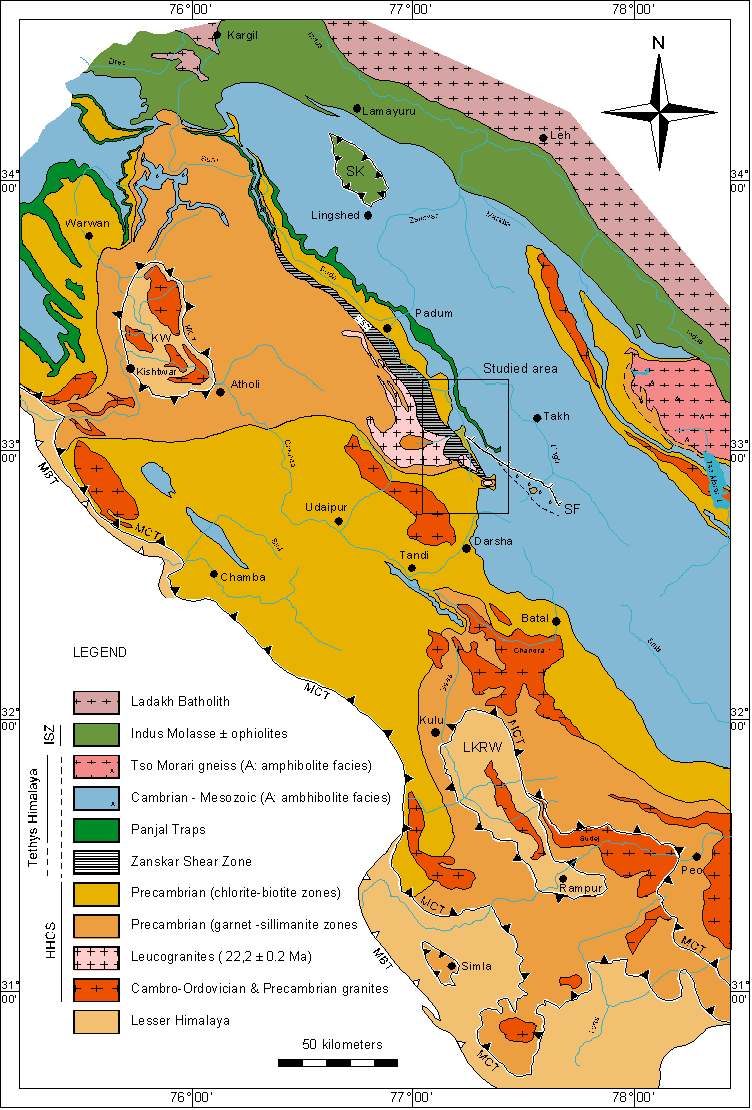
Fig 6: Geologische kaart van de noordwest Himalaya, samengesteld naar het werk van: Epard et al. 1995; Frank et al. 1997; Fuchs en Linner, 1995; Guntli, 1993; Herren, 1987; Kelemen et al. 1988; Kündig, 1988; Patel et al. 1993; Searle et al. 1988, 1997; Spring, 1993; Steck et al. 1993; Steck et al. 1998; Stutz, 1988; Thöni, 1977; Vannay, 1993; Vannay en Graseman 1998; Wyss 1999 en gecompleteerd met persoonlijke observaties door Dèzes (1999). HHCS: High Himalayan Cristalline Sequence; ISZ: Indus Suture Zone; KW: Kishtwar Window; LKRW: Larji-Kulu-Rampur Window; MBT: Main Boundary Thrust; MCT: Main Central Thrust; SF: Sarchu Fault; ZSZ: Zanskar Shear Zone.

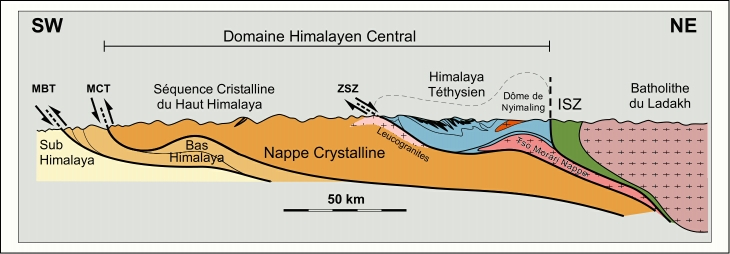
Fig 7: Vereenvoudigde doorsnede van de noordwestelijke Himalaya die de belangrijkste tektonische eenheden en structurele elementen laat zien door Dèzes (1999).

De geologie van de Himalaya is een recent voorbeeld van de werking van de Alpiene orogenese, een proces van gebergtevorming dat zich tijdens het Tertiair heeft afgespeeld. De Himalaya die  zich 2900 km uitstrekt langs de grens van Pakistan, India en Tibet is het gevolg van voortdurende plaattektonische bewegingen als resultaat van de botsing van twee continentale platen (de Indische en de Euraziatische). De Himalaya is een relatief zeer jong gebergte (gevormd vanaf 50 Ma). De vorm van het gebergte wordt bepaald door het proces van uplift gevolgd door afbraak door verwering en erosie.

## Plaattektonische reconstructie
De volgende paleogeografische reconstructie is vooral gebaseerd op: Besse et al., 1984; Patriat en Achache, 1984; Dewey et al. 1989; Brookfield, 1993; Ricou, 1994; Rowley, 1996; Stampfli et al. 1998.
In het late Precambrium en het Palaeozoïcum was het Indiase continent deel van Gondwana en werd door de Paleotethys van Eurazië gescheiden. (Fig. 1). In deze periode werd het noordelijk deel van India geraakt door de "Cambro-Ordovicische Pan-Afrikaanse gebeurtenis", die wordt gekenmerkt door een discordantie tussen Ordovicische continentale conglomeraten en de onderliggende mariene sedimenten uit het Cambrium. Granietlichamen gedateerd rond 500 Ma worden aan dezelfde tektonische gebeurtenis toegeschreven.
In het vroege Carboon begon een vroeg stadium van rifting tussen het Indiase continent en de Cimmerian Superterranes. In het vroege Perm zou deze scheuring zich ontwikkelen in de Neotethys oceaan (Fig. 2). Daarna scheidden de Cimmerian Superterranes zich af van Gondwana naar het noorden. Het tegenwoordige Iran, Afghanistan en Tibet komen gedeeltelijk voort uit deze terranes.
In het boven-Trias (210 Ma) brak Gondwana in twee delen uiteen. Het Indiase continent ging deel uitmaken van Oost Gondwana, samen met Australië en Antarctica. De formatie van de oceanische korst kwam pas goed op gang in het Jura (160 - 155 Ma). De Indische plaat brak toen af van Australië en Antarctica in het vroege Krijt (130 - 125 Ma) met de opening van de "Zuid Indische Oceaan" (Fig. 3).
In het Late Krijt (84 Ma) begon de Indische plaat zijn snelle beweging naar het noorden (een gemiddelde snelheid van 16 cm per jaar), en legde een afstand af van 6000  km, totdat het collideerde met het noordwestelijke deel van Eurazië in het vroege Eoceen (48 - 52 Ma). Sindsdien blijft het Indiase continent naar het noorden klimmen met een langzamere snelheid van  ~ 5 cm/jaar. Het is daarbij topografisch ongeveer 2400 km in Eurazië binnengedrongen, waarbij het een roterende beweging van 33° tegen de klok in maakt. (Fig. 4).

## Waterhuishouding
Het Himalaya-gebied is de watertoren van Azië: het levert vers water voor meer dan een vijfde van de wereldbevolking, en het zorgt voor een kwart van het sediment in de wereld. Topografisch bevat de streek veel records: de hoogste stijging (bijna  1 cm/jaar bij de Nanga Parbat), de hoogste berg (8848 m, de Mount Everest of Chomolangma), de bron van enkele van de grootste rivieren in de wereld en de hoogste concentratie gletsjers buiten de poolstreken. In het Sanskriet heet het gebied dan ook: de woonplaats van de sneeuw.